# Pierre Messmer
Pierre Joseph Auguste Messmer (20. března 1916 Vincennes – 29. srpna 2007 Paříž) byl francouzský politik. Byl představitelem gaullismu. V letech 1972–1974, v éře prezidenta Georgese Pompidoua, byl premiérem Francie. Zastával i další vládní funkce: ministr kolonií (1971–1972), ministr obrany (1959–1969).